# Климатограмма
Климатограмма ― это графическое изображение двух или более элементов климата на определённой местности в течение года. Как правило, климатограмма обязательно показывает: 
- среднее значение температуры воздуха;
- количество атмосферных осадков.

Иногда климатограмму дополняют показателями максимальной, минимальной, средней максимальной и средней минимальной температуры, коэффициентами испаряемости, увлажнения и т. п.

## Структура
Климатограмма, как правило, представляет собой набор гистограмм, в каждой из которых по 12 интервалов (число месяцев в году). Также данные могут визуализироваться с помощью линий хода показателей температуры или осадков.
По горизонтальной оси климатограммы первыми буквами месяцев обозначается время. По вертикальной оси слева откладываются значения температуры воздуха, справа ― показатели атмосферных осадков. Обычно красным цветом обозначают ход средних значений температуры, синим ― атмосферных осадков.
Годовое количество атмосферных осадков пишется отдельно.